# Zborul 771 al Afriqiyah Airways
Pe data de 12 mai 2010, un avion Airbus A330, aparținând companiei libiene Afriqiyah Airways cu 104 persoane la bord, (93 de pasageri si 11 membri ai echipajului), care pleca de pe Aeroportul Internațional din Johannesburg, Africa de Sud, s-a prăbușit la aterizare langă aeropotul din Tripoli, Libia. 103 persoane si-au pierdut viata. A existat un singur supraviețuitor, un băiat olandez in vârstă de 9 ani. 